# Joachim Peter
Joachim Peter es un deportista alemán que compitió para la RFA en esgrima, especialista en la modalidad de espada. Ganó dos medallas en el Campeonato Mundial de Esgrima en los años 1973 y 1974.

## Palmarés internacional
| Campeonato Mundial | Campeonato Mundial  | Campeonato Mundial | Campeonato Mundial |
| Año                | Lugar               | Medalla            | Prueba             |
| ------------------ | ------------------- | ------------------ | ------------------ |
| 1973               | Gotemburgo (Suecia) | Medalla de oro     | Espada por equipos |
| 1974               | Grenoble (Francia)  | Medalla de plata   | Espada por equipos |